# パイレーツ・メタル
パイレーツ・メタル（Pirate Metal）は、ヘヴィメタルのサブジャンルのひとつ。

## 概要
音楽の中に海賊伝説の要素が入っていることが特徴であるが、ステージパフォーマンスの中に取り入れられていることもある。歌詞には海賊用語が使われることが多い。スラッシュメタル、スピードメタル、フォークメタル などのさまざまな音楽ジャンルが、シーシャンティなどの伝統的な響きの歌と組み合わされることもある。コンサーティーナのような民族楽器が取り入れられたり、シンセサイザーでエミュレートされることもある。ライヴでは、バンドメンバーが当時の衣装に身を包むことも多いが、観客の中には同じような服装で参加する人もいる。パイレーツメタルは、音楽メディアから一つの音楽シーンとして扱われることもある。

## 歴史と著名なバンド
パイレーツ・メタルの最初期の例として、1987年にドイツのヘヴィメタルバンド、ランニング・ワイルドがリリースした三枚目のアルバム『Under Jolly Roger』があげられる。ランニング・ワイルドのリードヴォーカル兼ギタリストであるRolf Kasparekによれば、海賊をテーマにしようと最初から決めていたわけではなかったという。むしろ、このテーマはアルバムのタイトルソングから出て来たものだった。結局、タイトルに合わせてアルバムのアートワークは変更され、ライヴのセットや衣装もデザインされた。ファーストアルバム『Gates to Purgatory』では、悪魔を象徴的な人物として利用していたことで誤解を招いたため、海賊をテーマにした歌詞もバンドの政治的メッセージを伝える手段にもなった。Kasparekは海賊に関する本を読み始め、「すべてが非常に興味深い」ということに気がついた後、そのモチーフを自分たちの音楽性に取り入れた。4thアルバム『Port Royal』のリハーサルでは、このテーマがさらに拡張され、彼らのトレードマークであるスタイルが完成することとなる。
Kasparekは、歴史上の海賊により関心を寄せていたが、パイレーツ・メタルシーンは、やがて、小説やハリウッド映画が作り出した、あるいは描き出した不正確な海賊表現から大きな影響を受けることとなる。
2006年、二年間の活動休止期間を経て、Christpher BowesとGavin Harperは自分たちのバンド、Battleheartの活動を再開した。Napalm Recordsは彼らとの契約を結んだが、同時にバンド名の変更を要求した。BowesとHarperはあっさりとこれに合意し、Alestormへとバンド名を変えた。
Swashbuckleもパイレーツ・メタルとされることの多いバンドで、海賊のイメージを使ったり、ユーモラスなステージパフォーマンスをすることで知られる。
The Dead Crew of Oddwoodはサンディエゴを中心に活動するバンドで、海賊のイメージを用いながら、アコースティックなフォークメタルを展開している。